# Bahaa Trabelsi
Bahaa Trabelsi (en árabe: بهاء طرابلسي , Rabat, 1966) es una escritora y periodista marroquí.

## Biografía
Tras sus estudios secundarios, fue a la universidad en Francia, donde se doctoró en economía en la Universidad de Aix-Marsella.
Ha trabajado para el gobierno y ha sido redactora en jefe de la revista "Masculin".
Es además un miembro eminente de la lucha contra el SIDA.